# The Mandalorian (karakter)
The Mandalorian (dansk: Mandalorianeren), også kaldet Mando, er en fiktiv karakter i Star Wars-franchisen, der optræder som hovedpersonen i Disney+ tv-serien The Mandalorian og også optræder i dens spin-off The Book of Boba Fett. Mandalorianerens navn udover hans alias er Din Djarin. Som barn blev han adopteret af det mandalorianske krigersamfund fra planeten Mandalore og oplært til at være kriger, og blev som voksen dusørjæger og tog demonymet på sit folk som sit tilnavn. Karakteren ses sjældent uden sin hjelm af sølvbeskar, som han ifølge den mandalorianske trosbekendelse er forbudt at afføre sig offentligt.
The Mandalorian-seriens skaber og showrunner Jon Favreau skabte karakteren, med delvis inspiration fra Clint Eastwood og hans karakter Manden uden navn i Spaghettiwestern Dollars Trilogy-filmene, som er instrueret af Sergio Leone. Samurai-filmene fra Akira Kurosawa (som også inspirerede Leones værker) var en anden inspiration, og Star Wars-hovedpersonen Han Solo påvirkede også karakterens portrættering. The Mandalorian er primært portrætteret af Pedro Pascal, som også lægger stemme til. Favreau henvendte sig til ham for rollen, og den nære ven og skuespillerkollega Oscar Isaac, der portrætterer Poe Dameron i forskellige Star Wars -medier, opfordrede ham til at acceptere rollen.
Stuntmændene Brendan Wayne og Lateef Crowder er doubles for karakteren, og af og til portrætterer de udelukkende karakteren i episoder, hvor Pascals stemme bliver eftersynkroniseret. Mandalorians kostume blev skabt af Legacy Effects. Kostumet gav udfordringer for skuespillerne, der portrætterede mandalorianeren, og karakterens fysiske karakter er meget vigtig for serien, fordi små gestus fremstår meget mere overdrevne, når kostumet bæres.
Mandalorianeren blev oprindeligt hyret til at fange Grogu, også kendt som Barnet (engelsk: 'The Child') et lysegrønt spædbarn, som er modtagelig overfor Kraften. Grogu er af samme art som Yoda, og Mandalorian beskytter ham i stedet mod en rest af det faldne galaktiske imperium og bliver en faderfigur for ham. Dynamikken mellem Mandalorianeren og Grogu legemliggør et tema omforældrerrollen og faderskab, der er gennemgående i hele The Mandalorian. Karakteren og Pascals skuespil har generelt modtaget positive anmeldelser, selvom en del kritik blev rettet mod, at Pascals ansigt konstant er skjult af kostumet.

## Optrædener

### Baggrundshistorie
Mandalorianerens fødselsnavn er Din Djarin, selvom det ikke afsløres før " Kapitel 8: Forløsningen ", det sidste afsnit i første sæson af The Mandalorian. Dele af karakterens baggrundshistorie leveres gradvist i løbet af showet. Som barn bliver Djarins forældre dræbt under et angreb af kampdroider, der er tilknyttet Separatistalliancen under klonkrigene. Flere civile bliver dræbt under angrebet, og Djarins forældre skjuler ham lige før de begge dør i en eksplosion. Djarin bliver reddet af en mandalorisk krigerstamme, og han bliver senere adopteret af deres krigersamfund og krigerkultur som et "hittebarn", et spædbarn som er opvokset i den mandaloriske tradition, på trods af at Djarin ikke kommer fra planeten Mandalore. Han slutter sig til en stamme ledet af The Armorer (Emily Swallow), og klanen bliver tvunget i skjul på grund af forfølgelse fra Det Galaktiske Imperium.
Mandalorianeren affører sig aldrig sin hjelm foran andre, hvilket hans stamme ville betragte som et forræderi og derved vil blive frastødt; andre karakterer fra forskellige Mandalorianske stammer i andre Star Wars-værker bliver set hvor de affører sig deres hjelme uden at det påvirker deres status. Denne uenighed bliver løst senere i " Kapitel 11: Arvingen ", hvor det fortælles, at Mandalorianeren og hans stamme specifikt er "Vogternes børn", en gruppe mandaloriske fanatikere, der følger "fortidens levned", også "Mandalores Levned", hvilket det almindelige mandaloriske samfund ikke gør. Mandalorianen bliver til sidst dusørjæger og slutter sig til dusørjægerlauget,  og bliver almindeligt kendt under kaldenavnet "Mando".  På et tidspunkt forud for begivenhederne i The Mandalorian arbejder han med en gruppe lejesoldater, der omfatter Ran Malk (Mark Boone Junior), Xi'an (Natalia Tena) og Qin (Ismael Cruz Córdova). Til sidst skilles han fra denne gruppe under ikke-mindelige omstændigheder, som de giver ham skylden for.  Mandalorianeren flyver i et kampskib kaldet Razor Crest  og et af hans primære våben er en Amban snigskytteriffel, som har en spidsformet løb, der affyrer skud kraftige nok til at pulvisere sine mål. Begivenhederne i The Mandalorian begynder fem år efter afslutningen af den originale trilogi i filmen Jedi-ridderen vender tilbage (1983).